# Кара Ахмед паша джамия
Кара Ахмед паша джамия или Гази Ахмед паша джамия (на турски: Kara Ahmet Paşa Camii) е османска джамия от XVI век близо до градските стени в Истанбул, Турция. Проектирана е от императорския архитект Мимар Синан и е завършена около 1572 година.

## История
Джамията е поръчана от Кара Ахмед паша, който е женен за Фатма Султан, дъщеря на Селим I. Той става велик везир при Сюлейман Великолепни през 1553 г., но е екзекутиран чрез удушаване две години по-късно през 1555 г. Джамията е планирана около 1555 г., но е построена между 1565 и 1571–72 г., след като пашата е бил напълно оневинен.

## Архитектура
Дворът е заобиколен от килиите на медресе и дершане, или основна класна стая. Атрактивни ябълковозелени и жълти плочки украсяват верандата, докато сини и бели се намират на източната стена на молитвената зала. Тези плочки датират от средата на XVI век. Куполът с диаметър 12 м се поддържа от шест колони от червен гранит. От трите галерии дървеният таван под западната е изящно боядисан в червено, синьо, златно и черно. Джамията е последната имперска сграда в Истанбул, украсена с изрично проектирани плочки cuerda seca. По-късните сгради са украсени с плочки, които са боядисани под прозрачна глазура.

## Галерия
- Двор на джамията с фонтан за измиване
- Веранда на джамията
- Изникски плочки на верандата
- Изникски плочки на верандата
- Фонтанът за измиване
- Входът отвън
- Входът отвътре
- Куполите на джамията
- Михраб на джамията
- Конха под полукупола
- Конха
- Изникски плочки с калиграфия
- Изникски плочки с калиграфия
- Арабески на джамията под западните галерии
- Арабески на джамията под западните галерии
- Мавзолей на основателя на джамията

|  | Тази страница частично или изцяло представлява превод на страницата Kara Ahmed Pasha Mosque в Уикипедия на английски. Оригиналният текст, както и този превод, са защитени от Лиценза „Криейтив Комънс – Признание – Споделяне на споделеното“, а за съдържание, създадено преди юни 2009 година – от Лиценза за свободна документация на ГНУ. Прегледайте историята на редакциите на оригиналната страница, както и на преводната страница, за да видите списъка на съавторите. ВАЖНО: Този шаблон се отнася единствено до авторските права върху съдържанието на статията. Добавянето му не отменя изискването да се посочват конкретни източници на твърденията, които да бъдат благонадеждни. |